# Xanthomelon obliquirugosa
Xanthomelon obliquirugosa är en snäckart som först beskrevs av Smith 1894.  Xanthomelon obliquirugosa ingår i släktet Xanthomelon och familjen Camaenidae. Inga underarter finns listade i Catalogue of Life.